# قينان ايبي
قينان ايبي هو ممثل كندي، ولد في 27 أغسطس 1995 في كندا.

## أعمال

### أفلام
- (2010)  خسوف[4][5]
- (2011) ساكر بنش

## وصلات خارجية
- قينان ايبي على موقع IMDb (الإنجليزية)
- قينان ايبي على موقع روتن توميتوز (الإنجليزية)
- قينان ايبي على موقع ألو سيني (الفرنسية)
- قينان ايبي على موقع أول موفي (الإنجليزية)
- قينان ايبي على موقع قاعدة بيانات الفيلم (الإنجليزية)
- قينان ايبي على موقع كينوبويسك (الروسية)